# Église Saint-Pierre de Menet
Pour les articles homonymes, voir Église Saint-Pierre.
L'église Saint-Pierre est une église catholique située à Menet, dans le nord du département français du Cantal en région Auvergne-Rhône-Alpes.

## Localisation
L'église Saint-Pierre est située au cœur du village de Menet, en bordure de la route départementale 36, dans l'ouest de la région Auvergne-Rhône-Alpes.

## Historique
L'église Saint-Pierre est un ancien prieuré dépendant de celui de Saint-Rémy et Saint-Germain de Bort. Relevant du diocèse de Limoges avant 1317, il passe à l'évêché de Clermont lors de la division du diocèse d'Auvergne à cette date puis à celui de Saint-Flour en 1790.
Le bâtiment, de style roman, date du XIIe siècle.
Les deux chapelles, au nord et au nord-ouest, datent probablement des XVe et XVIe siècles. Celles du sud sont plus tardives, sans doute du XIXe siècle. La grosse cloche est datée de 1615.
Un porche qui devançait le portail ouest a été démoli au XIXe siècle et remplacé par un pignon découvert, percé d’une baie qui abrite une petite cloche, tandis que deux statues en fonte peinte représentant saint Pierre et saint Roch ont été placées sur les colonnes de l’ancien porche. Une statue en fonte de la Vierge Marie a été installée sur l’acrotère du pignon, sans doute à la suite de la mission de 1870, si l'on en croit l'inscription.
En 1965, le clocher, endommagé par la foudre, a été coiffé d’une boule pinacle en trachyte et un vitrail est ajouté au fond de l'église, Le filet de Saint Pierre, de Théodore Strawinsky.
En 1998, d’importants dégâts ayant été constatés sur la charpente du clocher et l’ensemble des toitures et façades, les services de la Direction régionale des Affaires culturelles ont commencé à étudier les travaux nécessaires à leur restauration.
Une étude préalable, réalisée en 2000 par l'architecte des bâtiments de France, débouche sur d’importants travaux de restauration des façades et de la toiture de 2009 à 2011.

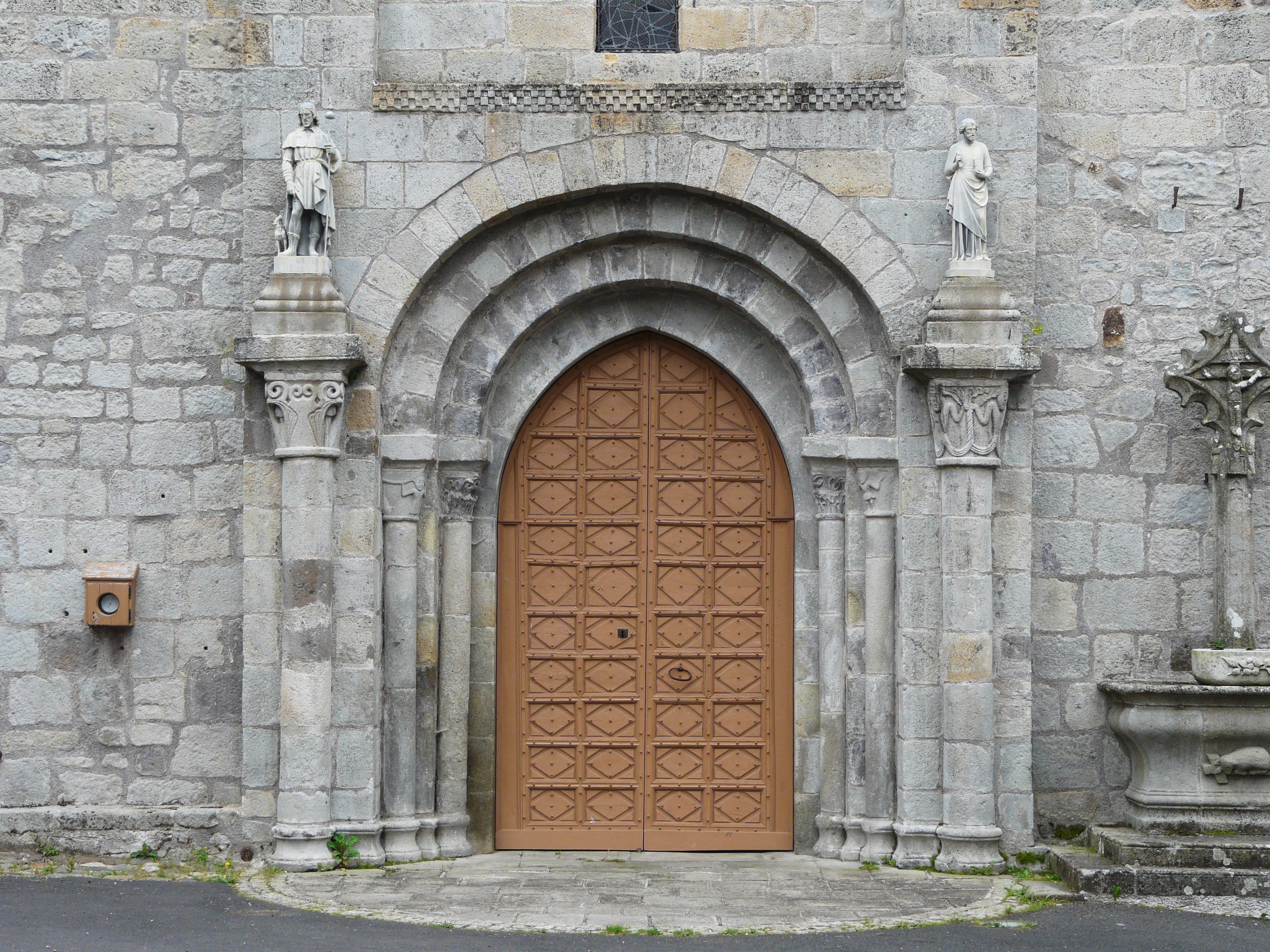
Le portail.

## Statut patrimonial
L'édifice est classé en totalité au titre des monuments historiques le 1er septembre 1922.

## Architecture
La nef à trois vaisseaux comporte trois travées voûtées d’un berceau en plein cintre à doubleaux. Les collatéraux sont voûtés en demi berceaux.
La croisée du transept, qui se reconnait seulement parce que son recouvrement est différent de celui de la nef, est couverte d’une coupole octogonale percée d’un oculus, surmontée d’une tour-lanterne, type de construction rarissime en Haute-Auvergne. Les toitures sont couvertes de lauzes.
L'abside en cul-de-four est ornée d’une arcature à sept arcs sur colonnettes.
L’ensemble de l’édifice est bâti en pierre volcanique, un trachyte gris clair local (la pierre de Brocq), avec quelques blocs de brèche brune.

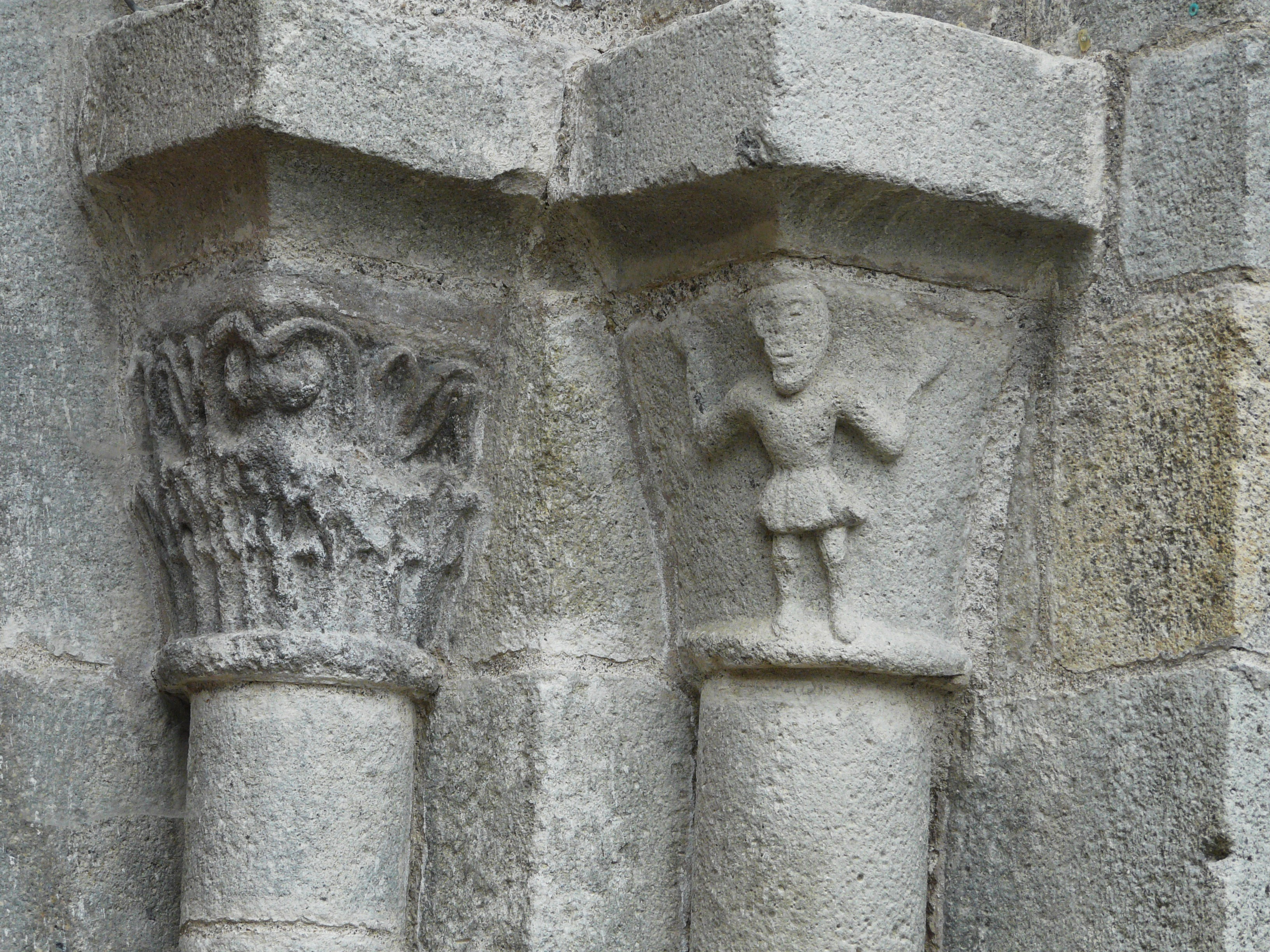
Chapiteaux du portail.
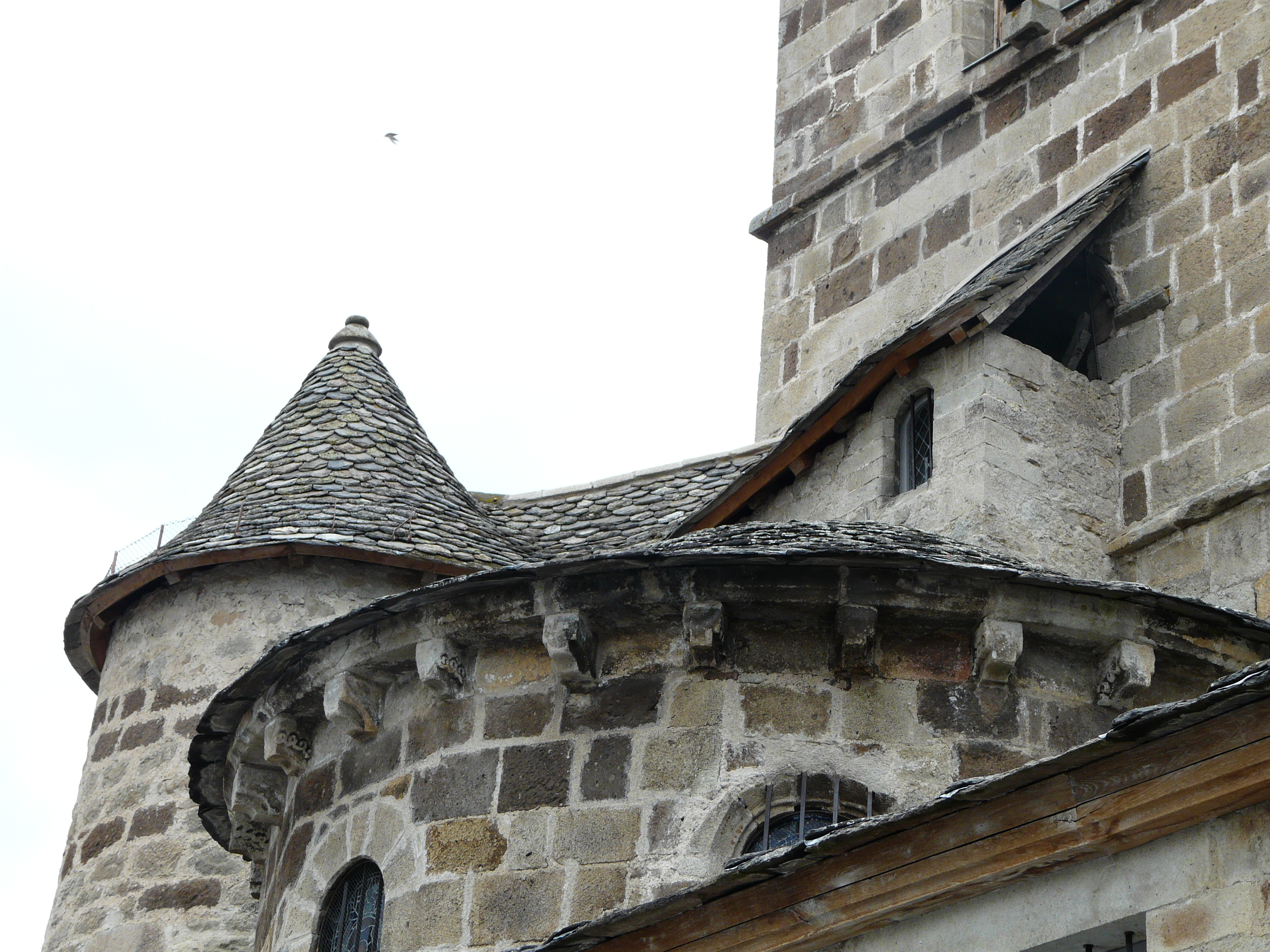
Les modillons du chevet.
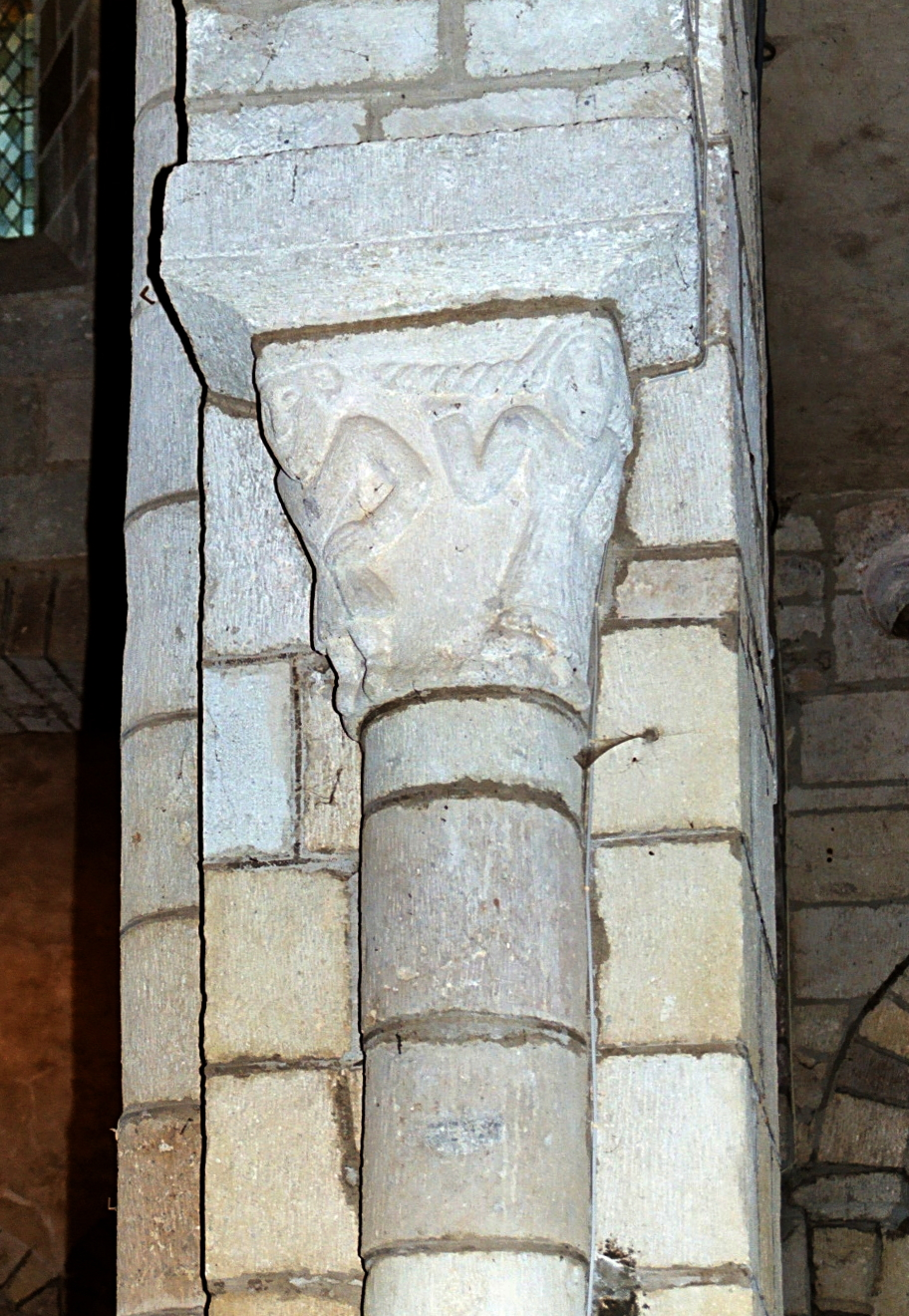
Chapiteau.
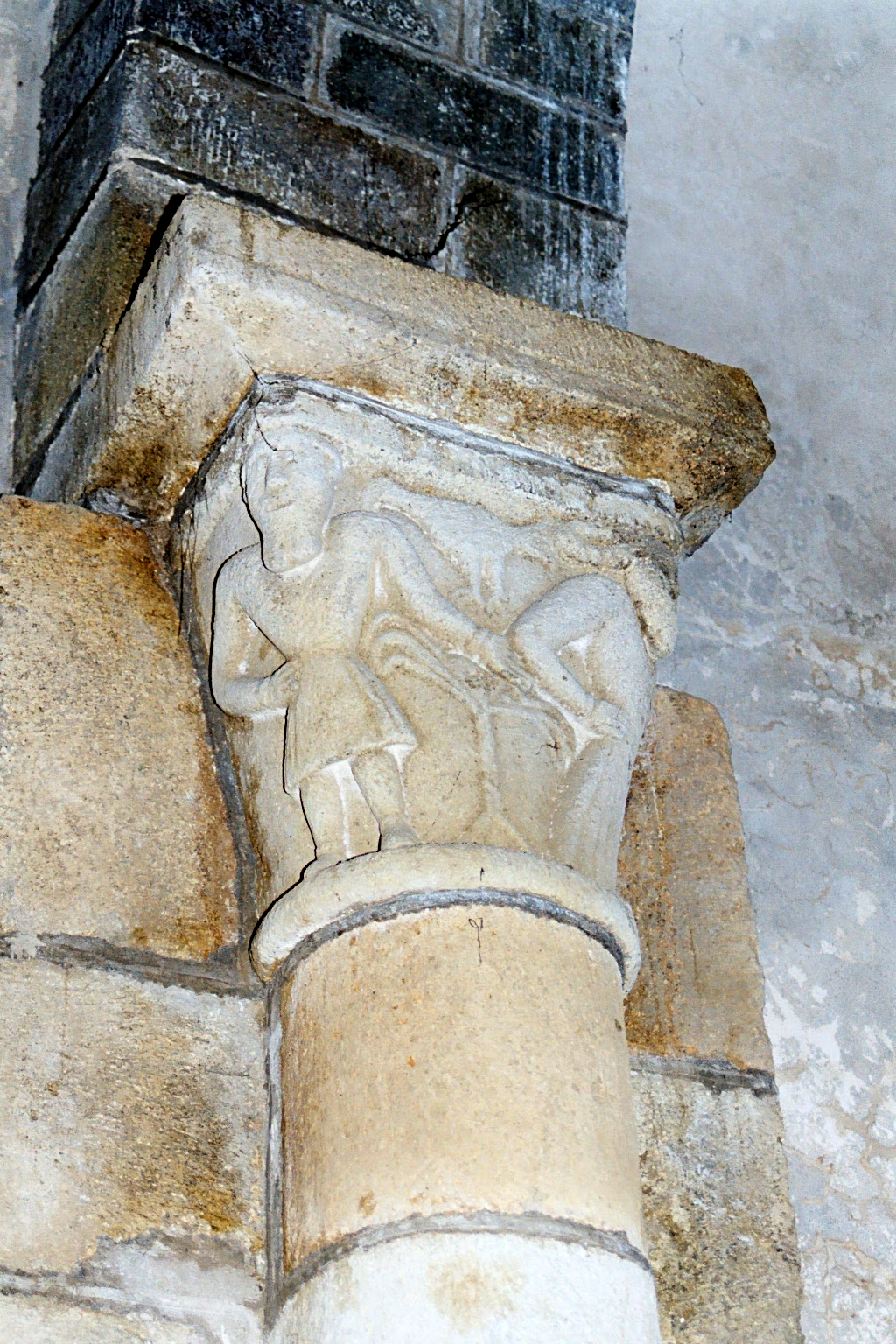
Chapiteau.
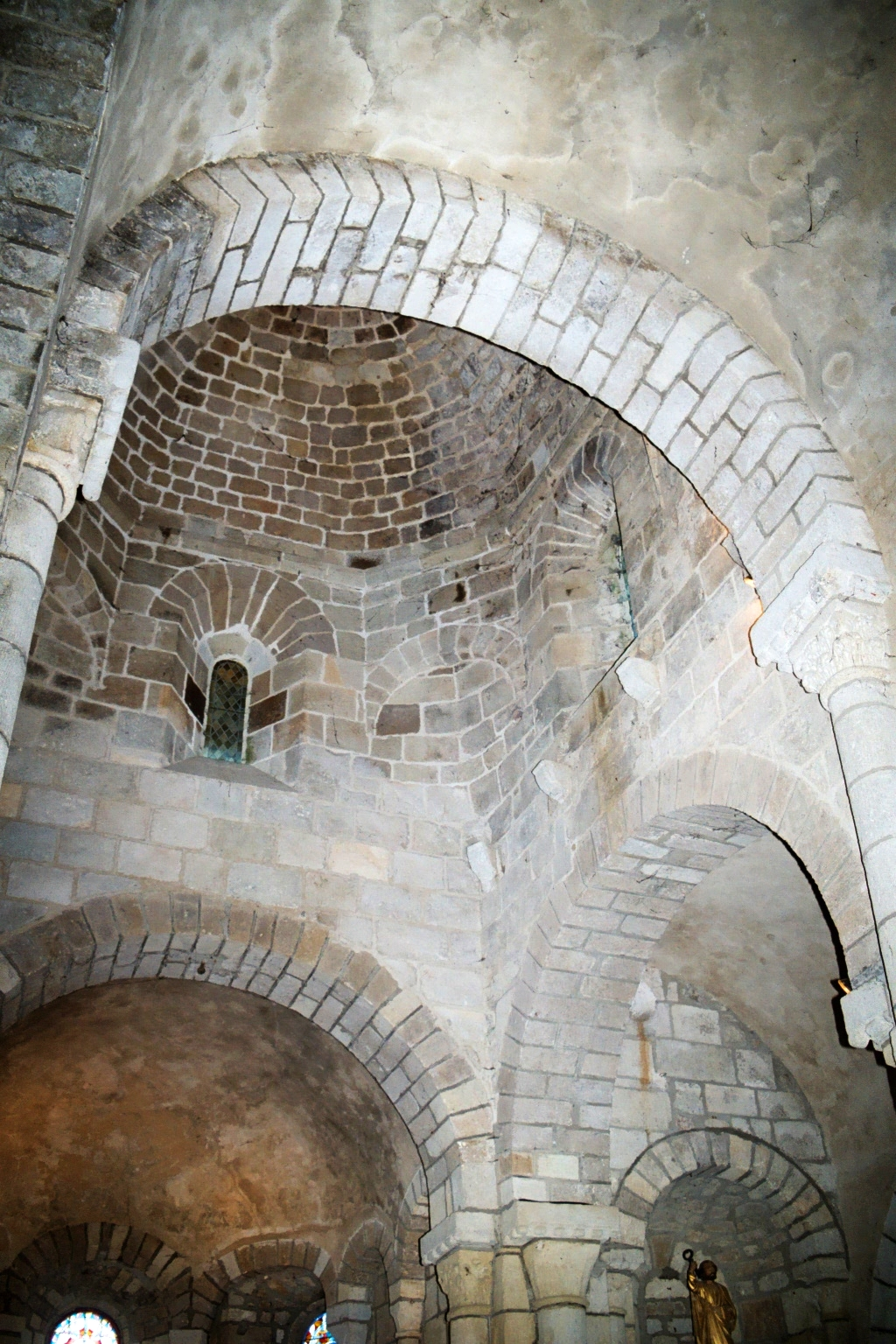
La coupole.